# Хорія (Бреїла)
Хорія (рум. Horia) — село у повіті Бреїла в Румунії. Входить до складу комуни Сурділа-Греч.
Село розташоване на відстані 120 км на північний схід від Бухареста, 55 км на захід від Бреїли, 148 км на північний захід від Констанци, 67 км на південний захід від Галаца, 145 км на південний схід від Брашова.

## Населення
За даними перепису населення 2002 року у селі проживала 431 особа, усі — румуни. Усі жителі села рідною мовою назвали румунську.